# 山形大学の人物一覧
山形大学の人物一覧（やまがただいがくのじんぶついちらん）は、山形大学に関係する人物の一覧記事。

## 著名な教職員
- 小熊正久 - 人文学部教授、現象学、フッサールの研究。
- 金子優子 - 人文学部教授
- 是川晴彦 - 人文学部教授。
- 江間史明 - 地域教育文化学部教授、社会科教育学専攻
- 園田博文 - 地域教育文化学部助教授、日本語学、日本語教育の研究。
- 柴田晋平 - 理学部教授
- 脇克志 - 理学部助教授、有限群のモジュラー表現の研究。
- 嘉山孝正 - 医学部教授、日本脳神経外科学会理事
- 村上正泰 - 医学系研究科教授、医療政策学
- 加納寛子 - 山形大学学術情報基盤センター助教授。専門は情報教育、教育工学。
- 宮瑾 - 理工学研究科助教。
- 城戸淳二 - 工学部機能高分子工学科教授。有機エレクトロニクス研究所所長。2013年紫綬褒章受章。
- 多田隈理一郎 - 工学部機械システム工学科准教授。
- 奥山清行(Ken Okuyama) - 工学部客員教授。カーデザイナー
- 熊田為宏 - 音楽科
- 三宅幸夫 - 教育学部教授

## OB・OG

### 政界
- 小山孝雄 - 元参議院議員、元労働政務次官、自民党
- 石渡照久 - 元衆議院議員、元東京都議会議員（八王子市選出）、自民党（中退）
- 古川雅司 - 元衆議院議員、公明党
- 猪口幸子 - 衆議院議員、歯科医師
- 丸山至 - 酒田市長、元酒田市副市長
- 吉村和夫 - 元山形市長、元山形県議会副議長
- 佐藤誠六 - 元寒河江市長、元山形県土木部副部長

### 財界
- 西海和久 - 元ブリヂストンCOO
- 上田準二 - 元ファミリーマート社長、元ユニー・ファミリーマートホールディングス社長
- 鎌田信夫 - ソリトンシステムズ創業者・社長
- 木川田一隆 - 元東京電力社長、 旧制山形高等学校卒業
- 佐藤教郎 - 元日立電線社長、元日本電線工業会会長、元日本経団連理事
- 澤井修一 - 元 山形しあわせ銀行頭取、藍綬褒章
- 武田豊 - 新日本製鐵元社長、 旧制山形高等学校卒業
- 高橋朗 - デンソー元会長、トヨタ自動車元副社長、日本科学技術連盟元理事長
- 田口連三 - 石川島播磨重工業元社長、 旧制米沢高等工業学校卒業
- 中野光雄 - 富士紡ホールディングス会長兼社長、日本紡績協会元会長、山形大学学長選考会議議長代理
- 安西正夫 - 元昭和電工社長、 旧制山形高等学校卒業
- 相馬健一 - 元山形新聞社社長
- 佐藤安太 - タカラ創業者、日本玩具文化財団名誉理事長、元山形大学客員教授、大学院修了
- 中川裕雄 - アンリツ社長
- 麿秀晴 - 凸版印刷社長、日本オープンイノベーション大賞

### 行政
- 高橋節 - 元山形県副知事、元山形県スポーツ振興21世紀協会理事長、元モンテディオ山形社長
- 若松正俊 - 山形県副知事、山形県住宅供給公社理事長、山形県スポーツ振興21世紀協会理事長

### 法曹
- 中城重光 - 弁護士、法テラス東京所長、元関東弁護士会連合会副理事長、元法務省司法試験考査委員
- 夏井高人 - 弁護士、明治大学法学部教授、元東京地方裁判所判事、元最高裁判所裁判所書記官研修所教官

### 学術
- 青木辰司 - 東洋大学教授、人文学部卒
- 赤坂信 - 千葉大学教授、農学部卒
- 荒木信幸 - 静岡大学名誉教授・元副学長、静岡理工科大学名誉学長、工学部卒
- 伊藤孝 - 茨城大学教授、理学部卒
- 猪口孝一 - 日本医科大学名誉教授、医学部卒
- 押野武志 - 北海道大学教授、人文学部卒
- 加藤博章 - 京都大学教授、農学部卒
- 川勝忍 - 山形大学准教授、医学部卒
- 河西千秋 - 札幌医科大学教授、医学部卒
- 木田元 - 中央大学名誉教授、山形農林専門学校卒
- 久保田有一 - 東京女子医科大学准教授、医学部卒
- 小山清人 - 第12代山形大学学長、元プラスチック成形加工学会会長、元日本レオロジー学会会長、工学部卒
- 齋藤文良 - 東北大学名誉教授、粉体工学会副会長、工学部卒
- 嵯峨直恆 - 北海道大学名誉教授、函館国際水産・海洋都市推進機構長、元マリンバイオテクノロジー学会会長
- 佐々木実 - 岐阜大学教授、工学部卒
- 佐藤夏雄 - 元国立極地研究所副所長、元南極地域観測隊隊長、理学部卒
- 佐藤教男 - 北海道大学名誉教授、電気学会功績賞、工学部卒
- 眞貝洋一 - 京都大学名誉教授、理化学研究所主任研究員、理学部卒
- 須田朗 - 中央大学名誉教授、哲学研究者
- 内藤朝雄 - 明治大学准教授、人文学部卒
- 永井篤志 - デルフト工科大学准教授
- 八鍬友広 - 東北大学教授、日本教育史学会石川謙賞、教育学部卒
- 渡辺和靖 - 愛知教育大学名誉教授、文理学部卒、思想史家

### 文学
- 藤沢周平 - 小説家、直木賞受賞。山形師範学校卒
- 一條次郎 - 小説家、新潮ミステリー大賞
- 無着成恭 - 作家、教育者、僧侶、山形師範学校卒
- 赤城さかえ - 俳人、俳論家、旧制山形高等学校卒業
- 小野勝美 - 作家、評論家
- 亀井勝一郎 - 文芸評論家、旧制山形高等学校卒業
- 吉本隆明 - 思想家、詩人、旧制米沢高等工業学校卒
- 岩間弘 - 評論家、旧制米沢工業専門学校卒
- 齋藤慎爾 - 俳人
- 佐々木道雄 - 食文化研究家
- 笹沢信 - 文芸評論家
- 佐藤賢一 - 小説家、直木賞受賞
- 鈴木実 - 児童文学作家
- 乾石智子 - 小説家

### 芸能
- 遠藤ミチロウ - ミュージシャン、元ザ・スターリン
- 宝井琴鶴 - 講談師
- 成田三樹夫 - 俳優
- 田川大樹 - 俳優
- 立川志らぴー - 落語家

### 音楽
- 中川和義 - ピアニスト　瑞宝中綬章叙勲授章　山形大学名誉教授

- 後藤洋 - 作曲家
- 本田武久 - テノール歌手
- 布谷史人 - マリンバ奏者

### スポーツ
- 塩沢勝吾 - プロサッカー選手、松本山雅FC
- 糸井貴子 - バスケットボール選手、JXサンフラワーズ
- 菅野淳 - サッカー指導者
- 杉野杏紗 - サッカー審判員
- 本間愛美 - バスケットボール選手、新潟アルビレックスBBラビッツ
- 外山優子 - バスケットボール選手

### アナウンサー
- 伊藤綾子 - 元フリーアナウンサー、元秋田放送アナウンサー
- 大江和美 - 気象予報士
- 岡薫 - 瀬戸内海放送アナウンサー
- 旗本由紀子 - フリーアナウンサー、元山形放送アナウンサー
- 武田祐子 -フリーアナウンサー、元フジテレビアナウンサー
- 塚原繁美 - 青森朝日放送アナウンサー
- 松田明子 - 元テレビユー山形アナウンサー
- 佐々木瞳 - 元テレビユー山形アナウンサー
- 成田純子 - 元テレビユー山形アナウンサー
- 伊藤永夏 - さくらんぼテレビアナウンサー
- 三ヶ尻知子 - 気象予報士
- 森谷美雲 - テレビ金沢アナウンサー（山形大学在学中も山形・宮城を中心にローカルタレント・フリーアナウンサーをしていた。2020年・第52回ミス日本・海の日受賞者）

### その他
- 冨樫義博 - 漫画家
- 大久保公治 - 画家
- 鈴木直衛 - 作庭家
- 村上龍男 - 鶴岡市立加茂水族館名誉館長、エッセイスト
- 千田次郎 - 牧師、説教家、伝道者、神学校教師
- 鈴木英昭 - 牧師
- 高橋怜子 - 写真家、2018年にナショナルジオグラフィックの写真コンテストにおいて日本人初のグランプリを受賞
- 斎藤志直 - 経営コンサルタント
- 平畑光一 - 医師
- 小澤竹俊 - 医師
- 桑山紀彦 - 医師
- 関口由紀 - 医師、横浜市立大学客員教授
- 金藤晃一 - カウンセラー

## 博士号取得者
- 櫻庭繁 - 京都大学名誉教授、元日本看護医療学会会長